# Qualificações para o Campeonato Europeu de Futebol de 2004
As qualificações para o Campeonato Europeu de Futebol de 2004 foram realizadas entre setembro de 2002 e novembro de 2003. Cinquenta equipes foram divididas em dez grupos, com cada equipe enfrentando a outra em duas vezes, uma em casa e uma fora. O líder da chave estava automaticamente classificado para a Eurocopa, enquanto os dez vice-colocados jogariam entre si para determinar os outros cinco que avançavam a fase final.

## Grupo 1
| Pos | Equipe    | Pts | J | V | E | D | GP | GC | SG  | Classificado           |  | FRA | SVN | ISR | CYP | MLT |
| --- | --------- | --- | - | - | - | - | -- | -- | --- | ---------------------- |  | --- | --- | --- | --- | --- |
| 1   | França    | 24  | 8 | 8 | 0 | 0 | 29 | 2  | +27 | Eurocopa 2004          |  | —   | 5–0 | 3–0 | 5–0 | 6–0 |
| 2   | Eslovênia | 14  | 8 | 4 | 2 | 2 | 15 | 12 | +3  | Avançar para play-offs |  | 0–2 | —   | 3–1 | 4–1 | 3–0 |
| 3   | Israel    | 9   | 8 | 2 | 3 | 3 | 9  | 11 | −2  | Eliminado              |  | 1–2 | 0–0 | —   | 2–0 | 2–2 |
| 4   | Chipre    | 8   | 8 | 2 | 2 | 4 | 9  | 18 | −9  | Eliminado              |  | 1–2 | 2–2 | 1–1 | —   | 2–1 |
| 5   | Malta     | 1   | 8 | 0 | 1 | 7 | 5  | 24 | −19 | Eliminado              |  | 0–4 | 1–3 | 0–2 | 1–2 | —   |

## Grupo 2
| Pos | Equipe               | Pts | J | V | E | D | GP | GC | SG  | Classificado           |  | DEN | NOR | ROU | BIH | LUX |
| --- | -------------------- | --- | - | - | - | - | -- | -- | --- | ---------------------- |  | --- | --- | --- | --- | --- |
| 1   | Dinamarca            | 15  | 8 | 4 | 3 | 1 | 15 | 9  | +6  | Eurocopa 2004          |  | —   | 1–0 | 2–2 | 0–2 | 2–0 |
| 2   | Noruega              | 14  | 8 | 4 | 2 | 2 | 9  | 5  | +4  | Avançar para play-offs |  | 2–2 | —   | 1–1 | 2–0 | 1–0 |
| 3   | Romênia              | 14  | 8 | 4 | 2 | 2 | 21 | 9  | +12 | Eliminado              |  | 2–5 | 0–1 | —   | 2–0 | 4–0 |
| 4   | Bósnia e Herzegovina | 13  | 8 | 4 | 1 | 3 | 7  | 8  | −1  | Eliminado              |  | 1–1 | 1–0 | 0–3 | —   | 2–0 |
| 5   | Luxemburgo           | 0   | 8 | 0 | 0 | 8 | 0  | 21 | −21 | Eliminado              |  | 0–2 | 0–2 | 0–7 | 0–1 | —   |

1. 1 2  Pontos de confronto direto: Noruega 4, Roménia 1.

## Grupo 3
| Pos | Equipe        | Pts | J | V | E | D | GP | GC | SG  | Classificado           |  | CZE | NED | AUT | MDA | BLR |
| --- | ------------- | --- | - | - | - | - | -- | -- | --- | ---------------------- |  | --- | --- | --- | --- | --- |
| 1   | Tchéquia      | 22  | 8 | 7 | 1 | 0 | 23 | 5  | +18 | Eurocopa 2004          |  | —   | 3–1 | 4–0 | 5–0 | 2–0 |
| 2   | Países Baixos | 19  | 8 | 6 | 1 | 1 | 20 | 6  | +14 | Avançar para play-offs |  | 1–1 | —   | 3–1 | 5–0 | 3–0 |
| 3   | Áustria       | 9   | 8 | 3 | 0 | 5 | 12 | 14 | −2  | Eliminado              |  | 2–3 | 0–3 | —   | 2–0 | 5–0 |
| 4   | Moldávia      | 6   | 8 | 2 | 0 | 6 | 5  | 19 | −14 | Eliminado              |  | 0–2 | 1–2 | 1–0 | —   | 2–1 |
| 5   | Bielorrússia  | 3   | 8 | 1 | 0 | 7 | 4  | 20 | −16 | Eliminado              |  | 1–3 | 0–2 | 0–2 | 2–1 | —   |

## Grupo 4
| Pos | Equipe     | Pts | J | V | E | D | GP | GC | SG  | Classificado           |  | SWE | LVA | POL | HUN | SMR |
| --- | ---------- | --- | - | - | - | - | -- | -- | --- | ---------------------- |  | --- | --- | --- | --- | --- |
| 1   | Suécia     | 17  | 8 | 5 | 2 | 1 | 19 | 3  | +16 | Eurocopa 2004          |  | —   | 0–1 | 3–0 | 1–1 | 5–0 |
| 2   | Letónia    | 16  | 8 | 5 | 1 | 2 | 10 | 6  | +4  | Avançar para play-offs |  | 0–0 | —   | 0–2 | 3–1 | 3–0 |
| 3   | Polónia    | 13  | 8 | 4 | 1 | 3 | 11 | 7  | +4  | Eliminado              |  | 0–2 | 0–1 | —   | 0–0 | 5–0 |
| 4   | Hungria    | 11  | 8 | 3 | 2 | 3 | 15 | 9  | +6  | Eliminado              |  | 1–2 | 3–1 | 1–2 | —   | 3–0 |
| 5   | San Marino | 0   | 8 | 0 | 0 | 8 | 0  | 30 | −30 | Eliminado              |  | 0–6 | 0–1 | 0–2 | 0–5 | —   |

## Grupo 5
| Pos | Equipe      | Pts | J | V | E | D | GP | GC | SG  | Classificado           |  | GER | SCO | ISL | LTU | FRO |
| --- | ----------- | --- | - | - | - | - | -- | -- | --- | ---------------------- |  | --- | --- | --- | --- | --- |
| 1   | Alemanha    | 18  | 8 | 5 | 3 | 0 | 13 | 4  | +9  | Eurocopa 2004          |  | —   | 2–1 | 3–0 | 1–1 | 2–1 |
| 2   | Escócia     | 14  | 8 | 4 | 2 | 2 | 12 | 8  | +4  | Avançar para play-offs |  | 1–1 | —   | 2–1 | 1–0 | 3–1 |
| 3   | Islândia    | 13  | 8 | 4 | 1 | 3 | 11 | 9  | +2  | Eliminado              |  | 0–0 | 0–2 | —   | 3–0 | 2–1 |
| 4   | Lituânia    | 10  | 8 | 3 | 1 | 4 | 7  | 11 | −4  | Eliminado              |  | 0–2 | 1–0 | 0–3 | —   | 2–0 |
| 5   | Ilhas Faroé | 1   | 8 | 0 | 1 | 7 | 7  | 18 | −11 | Eliminado              |  | 0–2 | 2–2 | 1–2 | 1–3 | —   |

## Grupo 6
| Pos | Equipe           | Pts | J | V | E | D | GP | GC | SG  | Classificado           |  | GRE | ESP | UKR | ARM | NIR |
| --- | ---------------- | --- | - | - | - | - | -- | -- | --- | ---------------------- |  | --- | --- | --- | --- | --- |
| 1   | Grécia           | 18  | 8 | 6 | 0 | 2 | 8  | 4  | +4  | Eurocopa 2004          |  | —   | 0–2 | 1–0 | 2–0 | 1–0 |
| 2   | Espanha          | 17  | 8 | 5 | 2 | 1 | 16 | 4  | +12 | Avançar para play-offs |  | 0–1 | —   | 2–1 | 3–0 | 3–0 |
| 3   | Ucrânia          | 10  | 8 | 2 | 4 | 2 | 11 | 10 | +1  | Eliminado              |  | 2–0 | 2–2 | —   | 4–3 | 0–0 |
| 4   | Armênia          | 7   | 8 | 2 | 1 | 5 | 7  | 16 | −9  | Eliminado              |  | 0–1 | 0–4 | 2–2 | —   | 1–0 |
| 5   | Irlanda do Norte | 3   | 8 | 0 | 3 | 5 | 0  | 8  | −8  | Eliminado              |  | 0–2 | 0–0 | 0–0 | 0–1 | —   |

## Grupo 7
| Pos | Equipe             | Pts | J | V | E | D | GP | GC | SG  | Classificado           |  | ENG | TUR | SVK | MKD | LIE |
| --- | ------------------ | --- | - | - | - | - | -- | -- | --- | ---------------------- |  | --- | --- | --- | --- | --- |
| 1   | Inglaterra         | 20  | 8 | 6 | 2 | 0 | 14 | 5  | +9  | Eurocopa 2004          |  | —   | 2–0 | 2–1 | 2–2 | 2–0 |
| 2   | Turquia            | 19  | 8 | 6 | 1 | 1 | 17 | 5  | +12 | Avançar para play-offs |  | 0–0 | —   | 3–0 | 3–2 | 5–0 |
| 3   | Eslováquia         | 10  | 8 | 3 | 1 | 4 | 11 | 9  | +2  | Eliminado              |  | 1–2 | 0–1 | —   | 1–1 | 4–0 |
| 4   | Macedônia do Norte | 6   | 8 | 1 | 3 | 4 | 11 | 14 | −3  | Eliminado              |  | 1–2 | 1–2 | 0–2 | —   | 3–1 |
| 5   | Liechtenstein      | 1   | 8 | 0 | 1 | 7 | 2  | 22 | −20 | Eliminado              |  | 0–2 | 0–3 | 0–2 | 1–1 | —   |

## Grupo 8
| Pos | Equipe   | Pts | J | V | E | D | GP | GC | SG  | Classificado           |  | BUL | CRO | BEL | EST | AND |
| --- | -------- | --- | - | - | - | - | -- | -- | --- | ---------------------- |  | --- | --- | --- | --- | --- |
| 1   | Bulgária | 17  | 8 | 5 | 2 | 1 | 13 | 4  | +9  | Eurocopa 2004          |  | —   | 2–0 | 2–2 | 2–0 | 2–1 |
| 2   | Croácia  | 16  | 8 | 5 | 1 | 2 | 12 | 4  | +8  | Avançar para play-offs |  | 1–0 | —   | 4–0 | 0–0 | 2–0 |
| 3   | Bélgica  | 16  | 8 | 5 | 1 | 2 | 11 | 9  | +2  | Eliminado              |  | 0–2 | 2–1 | —   | 2–0 | 3–0 |
| 4   | Estónia  | 8   | 8 | 2 | 2 | 4 | 4  | 6  | −2  | Eliminado              |  | 0–0 | 0–1 | 0–1 | —   | 2–0 |
| 5   | Andorra  | 0   | 8 | 0 | 0 | 8 | 1  | 18 | −17 | Eliminado              |  | 0–3 | 0–3 | 0–1 | 0–2 | —   |

1. 1 2  Amarrado em pontos frente a frente (3). Saldo de gols no confronto direto: Croácia +3, Bélgica -3.

## Grupo 9
| Pos | Equipe              | Pts | J | V | E | D | GP | GC | SG  | Classificado           |  | ITA | WAL | SCG | FIN | AZE |
| --- | ------------------- | --- | - | - | - | - | -- | -- | --- | ---------------------- |  | --- | --- | --- | --- | --- |
| 1   | Itália              | 17  | 8 | 5 | 2 | 1 | 17 | 4  | +13 | Eurocopa 2004          |  | —   | 4–0 | 1–1 | 2–0 | 4–0 |
| 2   | País de Gales       | 13  | 8 | 4 | 1 | 3 | 13 | 10 | +3  | Avançar para play-offs |  | 2–1 | —   | 2–3 | 1–1 | 4–0 |
| 3   | Sérvia e Montenegro | 12  | 8 | 3 | 3 | 2 | 11 | 11 | 0   | Eliminado              |  | 1–1 | 1–0 | —   | 2–0 | 2–2 |
| 4   | Finlândia           | 10  | 8 | 3 | 1 | 4 | 9  | 10 | −1  | Eliminado              |  | 0–2 | 0–2 | 3–0 | —   | 3–0 |
| 5   | Azerbaijão          | 4   | 8 | 1 | 1 | 6 | 5  | 20 | −15 | Eliminado              |  | 0–2 | 0–2 | 2–1 | 1–2 | —   |

1. ↑  O nome oficial do país foi alterado de RF Iugoslávia para Sérvia e Montenegro em 4 de fevereiro de 2003, durante o processo de qualificação.

## Grupo 10
| Pos | Equipe  | Pts | J | V | E | D | GP | GC | SG | Classificado           |  | SUI | RUS | IRL | ALB | GEO |
| --- | ------- | --- | - | - | - | - | -- | -- | -- | ---------------------- |  | --- | --- | --- | --- | --- |
| 1   | Suíça   | 15  | 8 | 4 | 3 | 1 | 15 | 11 | +4 | Eurocopa 2004          |  | —   | 2–2 | 2–0 | 3–2 | 4–1 |
| 2   | Rússia  | 14  | 8 | 4 | 2 | 2 | 19 | 12 | +7 | Avançar para play-offs |  | 4–1 | —   | 4–2 | 4–1 | 3–1 |
| 3   | Irlanda | 11  | 8 | 3 | 2 | 3 | 10 | 11 | −1 | Eliminado              |  | 1–2 | 1–1 | —   | 2–1 | 2–0 |
| 4   | Albânia | 8   | 8 | 2 | 2 | 4 | 11 | 15 | −4 | Eliminado              |  | 1–1 | 3–1 | 0–0 | —   | 3–1 |
| 5   | Geórgia | 7   | 8 | 2 | 1 | 5 | 8  | 14 | −6 | Eliminado              |  | 0–0 | 1–0 | 1–2 | 3–0 | —   |

1. ↑  O Geórgia x Rússia originalmente foi disputado em 12 de outubro de 2002, mas foi abandonado no intervalo com o placar de 0-0 devido a falha do holofote e remarcado .

## PLayoff
| Equipe 1 | Total | Equipe 2      | 1.º jogo | 2.º jogo |
| -------- | ----- | ------------- | -------- | -------- |
| Letónia  | 3–2   | Turquia       | 1–0      | 2–2      |
| Escócia  | 1–6   | Países Baixos | 1–0      | 0–6      |
| Croácia  | 2–1   | Eslovênia     | 1–1      | 1–0      |
| Rússia   | 1–0   | País de Gales | 0–0      | 1–0      |
| Espanha  | 5–1   | Noruega       | 2–1      | 3–0      |

## Times classificados
| País          | Grupo na Euro | Coeficiente |
| ------------- | ------------- | ----------- |
| França        | B             | 3.000       |
| Portugal      | A             | 2.400       |
| Suécia        | C             | 2.389       |
| Tchéquia      | D             | 2.333       |
| Itália        | C             | 2.313       |
| Espanha       | A             | 2.313       |
| Inglaterra    | B             | 2.313       |
| Alemanha      | D             | 2.188       |
| Países Baixos | D             | 2.167       |
| Croácia       | B             | 2.125       |
| Dinamarca     | C             | 2.056       |
| Rússia        | A             | 2.056       |
| Bulgária      | C             | 1.889       |
| Suíça         | B             | 1.611       |
| Grécia        | A             | 1.563       |
| Letónia       | D             | 1.250       |

## Artilheiros
9 gols
- Ermin Šiljak

7 gols
- Raúl

6 gols
- Jan Koller
- Thierry Henry
- David Trezeguet
- Sylvain Wiltord
- Filippo Inzaghi
- Māris Verpakovskis

5 gols
- Wesley Sonck
- Dimitar Berbatov
- Jon Dahl Tomasson
- David Beckham
- Michael Owen
- Eiður Guðjohnsen
- Alessandro Del Piero
- Ruud van Nistelrooy
- Alexander Frei
- Marcus Allbäck

4 gols
- Shota Arveladze
- Michael Ballack
- Fredi Bobic
- Zoltán Gera
- Krisztián Lisztes
- Imre Szabics
- Patrick Kluivert
- Dmitri Bulykin
- Ionel Ganea
- Adrian Mutu
- Szilárd Németh
- Mattias Jonson
- Simon Davies
- John Hartson